# ダカール・ポートスーダン鉄道
ダカール・ポートスーダン鉄道（ダカール・ポートスーダンてつどう、Dakar-Port Sudan Railway）は、構想中の鉄道である。大西洋に面したセネガルの首都ダカールから、マリ共和国、ニジェール、チャドを通過し、スーダン東部の紅海に面したポートスーダンまでつなぎ、その距離は全長4,000kmにもおよぶ構想である。

## 通過する国
- セネガル
- マリ共和国
- ニジェール
- チャド
- スーダン